# New Hampshires flag
New Hampshires flag er blåt og har delstatens segl i midten. Flaget blev indført 1. januar 1932, men går tilbage til ældre militære faner og et delstatsflag vedtaget i 1909.
Seglet har orlogsskibet USS Raleigh som motiv. Dette blev bygget i Portsmouth i 1776 og var et af de allerførste skibe i USA's flåde.
Som flere andre delstatsflag er også New Hampshires lavet efter model af militære faner. Traditionelt har blåt været en dominerende farve for dugen i disse faner. Også delstaterne Pennsylvania, Connecticut, South Carolina, Virginia, New York, Vermont, Kentucky, Indiana, Maine, Michigan, Wisconsin, Minnesota, Oregon, Kansas, Nevada, Nebraska, North Dakota, Montana, Idaho, Utah og Alaska har delstatsflag med blå flagdug. Louisiana, Oklahoma og South Dakota benytter en noget lysere blåfarve i sine delstatsflag, mens Delawares delstatsflag har en lysere, gråblå farvetone. 